# Knipphätta
Knipphätta (Mycena algeriensis) är en svampart som tillhör divisionen basidiesvampar, och som beskrevs av Maire. Knipphätta ingår i släktet Mycena, och familjen Favolaschiaceae. Arten är reproducerande i Sverige.